# Бялата къща
„Бялата къща“ (на английски: A Painted House) е роман от американския писател Джон Гришам, публикуван през 2001 година. Историята е вдъхновена от детството на автора в Арканзас по време на войната с Корея.

## Сюжет
Романът тече през погледа на седемгодишното момче Люк Чандлър, което живее заедно с родителите си в малка, небоядисана къща. С настъпването на новия сезон на памука семейство Чандлър наема едно семейство и няколко мексиканци да им помагат в събирането. В рамките на тези няколко месеца, писателят описва подробно всеки ден от този начин на живот и всевъзможните проблеми, породени от условията му.

## Главни герои
- Люк Чандлър – любопитно седемгодишно момче, главно действуващо лице в романа и разказвач на историята.
- Джеси Чандлър – бащата – работохолик с интереси главно към памуковите си плантации, помагащи на семейството да свързват двата края.
- Катлийн Чандлър – майката – държаща много на зеленчуковата си градина жена, живееща с надеждата за един по-добър живот и модерни условия, далеч от селските неволи.
- Ели „Папи“ – дядото – уважаван, тих и работлив глава на семейството.
- Рут „Гран“ – бабата – мъдра и почтена жена, която постоянно се тормози дали вторият ѝ син Рики ще се върне жив и здрав от войната.
- Ханк – най-възрастният син на семейството, което идва от планините, назначено от фамилията на работа да събират памук. Същевременно голям и силен, той се опълчва срещу всеки, с противни на неговите разбирания.
- Тали – красива 17-годишна, цивилизована дъщеря на наетото от Чандлър семейство, която забърква Люк в няколко опасни истории.
- Каубой – един от десетте мексиканци, които също помагат за събирането на памук. Носещ постоянно нож в себе си и склонен към насилие, той е способен дори и на най-лошото.